# Айра (Вермонт)
Айра (англ. Ira) — місто (англ. town) в США, в окрузі Ратленд штату Вермонт. Населення — 368 осіб (2020).

## Демографія
Згідно з переписом 2010 року, у місті мешкали 432 особи в 171 домогосподарстві у складі 121 родини. Було 193 помешкання
Расовий склад населення:
| - 98,6 % — білих - 0,5 % — корінних американців - 0,2 % — чорних або афроамериканців |

До двох чи більше рас належало 0,5 %. Частка іспаномовних становила 0,7 % від усіх жителів.
За віковим діапазоном населення розподілялося таким чином: 23,4 % — особи молодші 18 років, 66,9 % — особи у віці 18—64 років, 9,7 % — особи у віці 65 років та старші. Медіана віку мешканця становила 45,4 року. На 100 осіб жіночої статі у місті припадало 93,7 чоловіків;  на 100 жінок у віці від 18 років та старших — 103,1 чоловіків також старших 18 років.
Середній дохід на одне домашнє господарство  становив 81 631 долар США (медіана — 70 625), а середній дохід на одну сім'ю — 91 618 доларів (медіана — 83 125). Медіана доходів становила 50 000 доларів для чоловіків та 44 750 доларів для жінок. За межею бідності перебувало 11,1 % осіб, у тому числі 16,9 % дітей у віці до 18 років та 15,0 % осіб у віці 65 років та старших.
Цивільне працевлаштоване населення становило 236 осіб. Основні галузі зайнятості: освіта, охорона здоров'я та соціальна допомога — 33,1 %, виробництво — 17,8 %, роздрібна торгівля — 12,3 %, будівництво — 11,4 %.